# Try (The Walking Dead)
«Intenta» —título original en inglés: «Try»— es el décimo quinto episodio de la quinta temporada de la serie de televisión The Walking Dead. Se estrenó el 22 de marzo de 2015. Fue dirigido por Michael E. Satrazemis y en el guion estuvo a cargo Angela Kang. La cadena Fox lo emitió el 23 de marzo en España e Hispanoamérica. Mientras los Monroe están de duelo por Aiden, Deanna comienza a reconsiderar su decisión de traer al grupo Rick después de que Nicholas miente sobre las circunstancias de la muerte de Aiden y Noah, cuando las tensiones comienzan a aumentar entre Rick y Pete sobre el abuso de este último hacia Jessie Anderson, y la brutalidad de Rick comienza a hervir en la locura. El grupo también llora la muerte de Noah, Glenn se traumatiza mientras Sasha se siente abrumada por el dolor de perder a sus seres queridos y comienza a cazar a los caminantes, forzando a Michonne y Rosita a seguirla. Aaron y Daryl continúan buscando supervivientes mientras que Carl y Enid se vinculan más.

## Argumento
Deanna (Tovah Feldshuh) y su familia lloran la muerte de Aiden (Daniel Bonjour) cuando Carol (Melissa McBride) deja una pasta de atún y una nota de condolencias La puerta de Deanna. Deanna toma la nota dejando la pasta atrás y luego procede a quemar la tarjeta. Luego mira un video de Nicholas (Michael Traynor) describiendo el incidente, en el que miente y culpa a Glenn (Steven Yeun) por las muertes de Aiden y Noah (Tyler James Williams), mientras que Glenn relata la verdadera serie de eventos a Rick (Andrew Lincoln), Carol se encuentra con Rick y retoma su propuesta sobre matar a Pete. Ella menciona que Sam le contó que tiene un escondite donde se refugia cada vez que su padre se vuelve violento y que además una vez encontró a Jessie sangrando en el suelo después de que Pete la dejara inconsciente. Carol revela haberse dado cuenta de la atracción que Rick sentía hacia Jessie y añade que si los caminantes no hubieran acabado con Ed posiblemente ella no estaría de pie en esos momentos, a lo que Rick le responde sin dudar que si lo estaría. Rick camina hasta el lago y se queda mirando el agua mientras agarra su revólver robado. Pete pasa por allí y trata de entablar una conversación con él, pero el policía voltea y le advierte que solo siga caminando. Pete nota la hostilidad de Rick y se marcha. Deanna les prohíbe llevar armas de fuego y salir de la Zona segura mientras ella investiga. A la mañana siguiente, Rosita (Christian Serratos) le cuenta a Michonne (Danai Gurira) que Sasha (Sonequa Martin-Green) ha desaparecido de su puesto en la torre, preocupadas, se aventuran fuera de las paredes para buscarla. Encuentran a varios caminantes muertos y se dan cuenta de que Sasha los está cazando activamente. La rastrean y la ayudan a eliminar una gran manada de caminantes, lo que lleva a un arrebato de Sasha.
Glenn se enfrenta a Nicholas y le dice que los hombres como él deberían haber muerto por los caminantes, pero tuvo la suerte de que las paredes de Alexandría surgieron a tiempo. Glenn le dice a Nicholas que nunca vuelva a poner un pie fuera de las paredes. Temiendo que Glenn revele su cobardía, Nicholas luego recupera una pistola, justo era la misma que Rick había escondido pero la perdió. Mientras tanto, Carl (Chandler Riggs) sigue a Enid (Katelyn Nacon) fuera de las paredes. Ella revela que sabe que Carl la ha estado siguiendo, pero le permite ir con ella. Se unen sobre sus experiencias compartidas como sobrevivientes desde el exterior, pero se ven obligados a esconderse dentro de un árbol hueco de una horda de caminantes. Enid dice que el mundo pertenece a los caminantes, y los humanos solo viven en él. Se miran a los ojos, y Carl toca la mano de Enid por un segundo antes de retroceder.
En otra parte fuera de las paredes, Daryl (Norman Reedus) y Aaron (Ross Marquand) notan que más caminantes están llegando al área. Investigan una luz a la distancia y se encuentran con extremidades recién cortadas y una mujer que había sido atada a un árbol y comido vivo por los caminantes, su cuerpo reanima al encontrarla, matando al andador resultante. Hay una "W" tallada en su frente.
Rick se acerca a Deanna sobre el comportamiento abusivo de Pete Anderson (Corey Brill), y se sorprende cuando Deanna revela que ya lo sabe. Dado que Pete es cirujano, sus habilidades son inestimables para Alexandria y Deanna no está dispuesta a separar a Pete de Jessie (Alexandra Breckenridge) ni tampoco puede ejecutarlo. El alguacíl le pregunta a Deanna que pasaría si este llegara a matarla, ella en respuesta le revela que si se trata de eso, Pete sería exiliado. Rick cree que exiliar a Pete solo pondrá a Alexandria en peligro, pero Deanna se niega a escuchar. Rick habla con Jessie y este le revela que sabe que Pete está abusando físicamente de ella. Jessie le asegura a Rick que puede arreglar su relación con Pete, pero Rick no está convencido. Él promete proteger a Jessie, cuando aparentemente la convence ella le pide que se retire y Rick regresa indignado y le dice a ella que la va a proteger y acepta dejarlo protegerla justo cuando Pete regresa a casa de forma hostil habla con Rick y le pide que se retire. Jessie se defiende y le ordena a Pete que se vaya, pero Pete se enoja y cuando se dirige a atacarla Rick interviene y los dos hombres comienzan a pelear. Su lucha llega a la calle mientras la comunidad entera observa. Jessie y Carl intentan detener la pelea, pero fallan, ya que el marido abusivo de Jessie los golpea. Rick finalmente somete a Pete en una llave de cabeza. Deanna le ordena a Rick que se retire, pero Rick no lo reconoce, sino que le advierte a Pete que si vuelve a dañar a Jessie o a Sam, lo matará. Deanna ordena una vez más a Rick que se retire, pero Rick apunta con su revólver a la multitud y le dice a Deanna que Alexandria es demasiado complaciente y eventualmente se destruirá bajo su liderazgo, y que la forma de sobrevivir es que la gente como Pete sea ejecutada. Michonne eventualmente lo silencia amortiguandole un puñetazo y lo deja inconsciente.

## Producción
Lauren Cohan, Michael Cudlitz, Alanna Masterson, Josh McDermitt y Seth Gilliam no aparecen en este episodio, pero se les acredita.

## Recepción

### Calificaciones
Al emitirse, el episodio fue visto por 13.757 millones de televidentes estadounidenses con una calificación de 18-49 de 7.0, una ligera disminución en la audiencia del episodio anterior que tuvo 13,781 millones de espectadores con una calificación de 7.0 de 18-49.
El episodio recibió la aclamación de la crítica. Matt Fowler de IGN le dio al episodio un 8,6 de 10 diciendo que "Try" mantuvo la conmovedora y ansiosa historia de Alexandria moviéndose mientras también plantaba las semillas para el final del próximo domingo. La pelea entre Rick y Pete fue justamente intensa. " TVLine nombró a Andrew Lincoln el "Intérprete de la semana" por su actuación en el episodio, y lo llamó "el intérprete más subestimado de la televisión".

### Crítica y Reseña
Zach Handlen de ''The A.V. Club" calificó el episodio como B +, diciendo "Hay una terrible sensación de rugiente fealdad justo detrás del escenario, una sensación de que toda esta amabilidad, buena voluntad y calma solo empeorará las malas noticias cuando finalmente llegue. El problema es que, para evitar que las cosas hiervan por el momento, tenemos que seguir varias tramas secundarias que no son tan interesantes como la pregunta principal de qué demonios está planeando hacer Rick. A continuación, comentó positivamente sobre las escenas de Rick, diciendo que "las escenas de Rick hicieron un gran revés esta semana, llegando a un final que no esperaba". Luego dijo: 
Rick ha estado al borde por un tiempo, pero es fascinante verlo despotricar contra la gente del pueblo, porque parte de lo que dice (como el hecho de que estas personas son una mierda absoluta en carreras fuera de la valla, a menos que sea Aaron en un viaje de reclutamiento) es legítimamente cierto. Eso no lo hace parecer razonable o incluso sensato, pero también hace que sea imposible ignorarlo. conflictos ambiguos antes, y los perdió debido a que es difícil generar mucha tensión cuando los "malos" son demasiado indistintos como para ser una amenaza clara. Pero ahora hay tensión porque la aparente decencia de los alexandrinos funciona en perfecto contraste con nuestros héroes Una desesperación abrupta. Todavía es completamente posible que todo esto se derrumbe la próxima semana, pero por una vez, hay una pelea en marcha con un riesgo que se siente más apremiante que la pérdida de un lugar o el sacrificio de un par de miembros del elenco. stamos tratando de descubrir si a Rick Grimes le queda alma.